# Ибраево (Зианчуринский район)
Ибраево (баш. Ибрай) — деревня в Зианчуринском районе Республики Башкортостан Российской Федерации. Входит в состав Байдавлетовского сельсовета.
Сообщество д.Ибраево в соц.сетях

## География

### Географическое положение
Расстояние до:
- районного центра (Исянгулово): 42 км,
- центра сельсовета (Серегулово): 6 км,
- ближайшей ж/д станции (Саракташ): 96 км.

## Население
| 1939 | 1959 | 1970 | 1979 | 1989 | 2002 | 2009 |
| ---- | ---- | ---- | ---- | ---- | ---- | ---- |
| 524  | ↗531 | ↗627 | ↘576 | ↘493 | ↗524 | ↗540 |
| 2010 |      |      |      |      |      |      |
| ↘479 |      |      |      |      |      |      |

Национальный состав
Согласно переписи 2002 года, преобладающая национальность — башкиры (99 %).

## Религия
В деревне есть мечеть Райса.